# Bicskei TC
A Bicskei Torna Club egy 1912-ben alapított magyar labdarúgóklub. Székhelye a Fejér megyei Bicskén található.

## Korábbi nevei
- Bicskei Torna Club ? - 1947
- Bicskei Iparos SE 1947 - 1951
- 1948-ban beolvadt a klubba a Bicskei MaDISz
- Bicskei Vasas SK 1951 - 1954
- Bicskei KSK 1954 - 1957
- Bicskei Torna Club 1957 - 1975
- Bicskei Spartacus Torna Club 1975 - ?
- Bicskei Torna Club ? -

## Sikerek
Fejér megyei I. osztály
- Bajnok (2): 1993-94, 2018-19

Fejér megye II. osztály
- Bajnok (4): 1951, 1957-58, 1984-85, 1985-86

## Vezetőedzők
- Hagymási Zoltán (–2001)
- Fekete Sándor (2001)
- Plotár Gyula (2002–2004)
- Kardos József (2004)
- Bakó Tibor (2004)
- Hagymási Zoltán (2004–2005)
- Fischer László (2005–2006)
- Szentjobbi István és Erdész Ferenc (2006)
- Bozai Gyula (2006)
- Kiprich József (2006–2007)
- Nagy László (2007)
- Jankovics László (2007–2008)
- Erdész Ferenc (2008–2009)
- Schróth Lajos (2009–2011)
- P. Nagy László (2011–2012)
- Erdész Ferenc (2012–2014)
- Gyimesi László (2014–2015)
- Nyigri Richárd (2015)
- Raffai Rudolf (2016–2017)
- Móri Tamás (2017–2018) játékos-edző
- Dragan Vukmir (2018–2020)[2]
- Csordás Csaba (2021–)[3]